# Хорна Мичина
Хорна Мичина (слч. Horná Mičiná) насељено је мјесто са административним статусом сеоске општине (слч. obec) у округу Банска Бистрица, у Банскобистричком крају, Словачка Република.

## Становништво
| Година:    | 1994. | 2004.   | 2014.    | 2024.    |
| ---------- | ----- | ------- | -------- | -------- |
| Број људи: | 475   | 467     | 607      | 698      |
| Разлика:   |       | -1,68 % | +29,97 % | +14,99 % |

| Година:    | 2023. | 2024.   |
| ---------- | ----- | ------- |
| Број људи: | 690   | 698     |
| Разлика:   |       | +1,15 % |

Према подацима о броју становника из 2011. године насеље је имало 544 становника.